# Velha estrada Romana
A Velha estrada Romana é uma estrada romana localizada em Barcelos, Portugal. O acesso a Aborim era feito até 1870 pela estrada romana, e a partir dai passou a ser servida pela actual EN 204 que liga Barcelos a Ponte de Lima, da qual derivam vários ramais, para Quintiães, Aguiar e Cossourado.